# Corneille Heymans

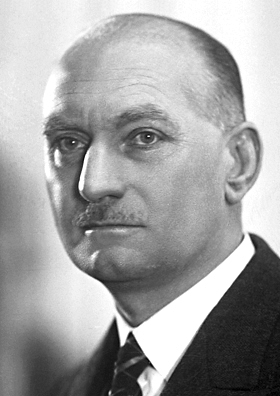
Corneille Heymans

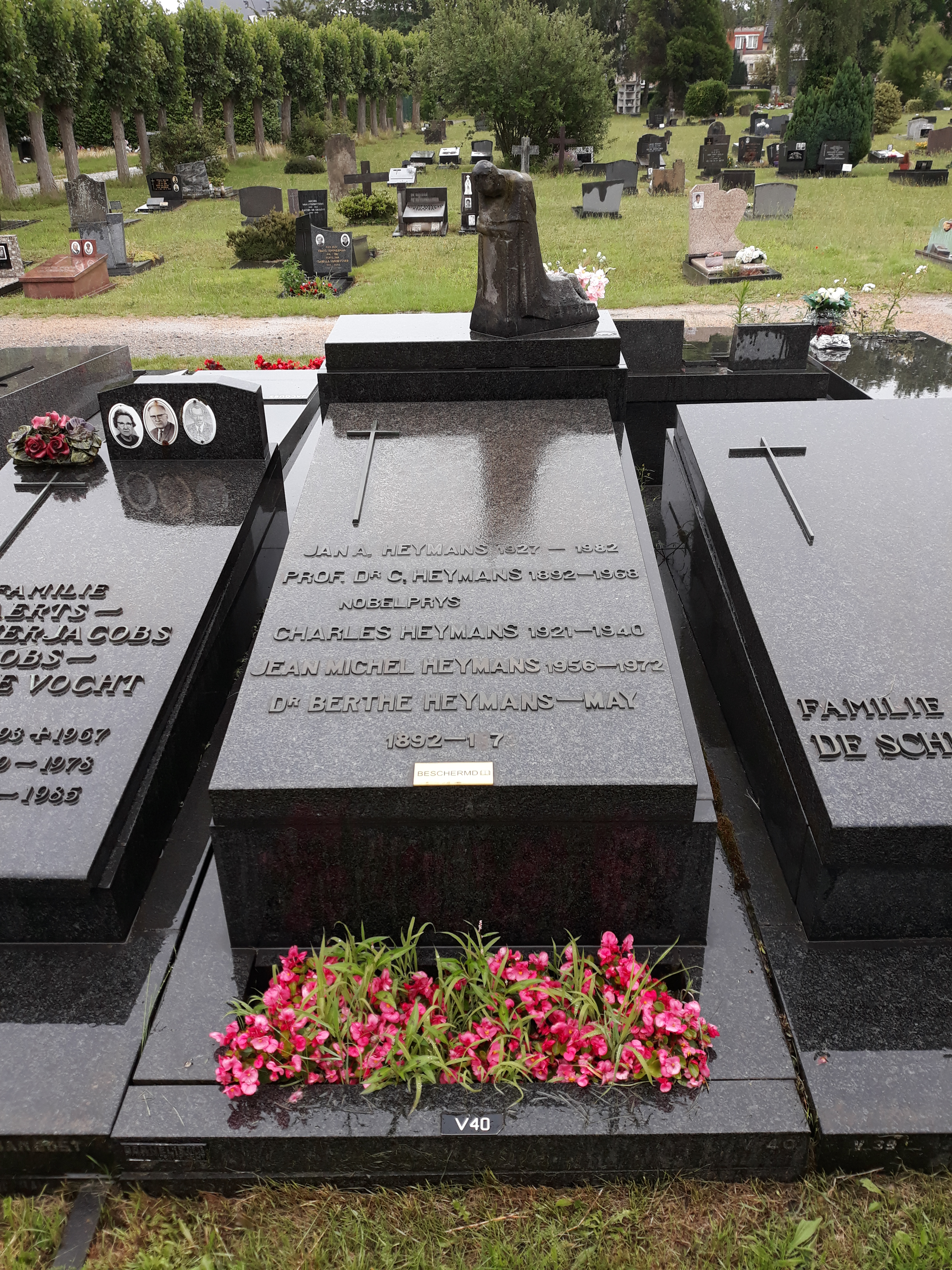
Das Grab von Corneille Heymans und seiner Ehefrau Berthe Heymans-May im Familiengrab auf dem Friedhof Sint-Amandsberg in Gent

Corneille Jean François Heymans bzw. Corneel (Jan Frans) Heymans (* 28. März 1892 in Gent, Ostflandern, Belgien; † 18. Juli 1968 in Knokke, Westflandern, Belgien) war ein belgischer Pharmakologe.
Er wirkte ab 1930 als Professor für Pharmakologie und Direktor des Jean-François-Heymans-Instituts an der Universität Gent. Der Schwerpunkt seiner wissenschaftlichen Tätigkeit war die Regulation der Atmung von Säugetieren und deren Beeinflussung durch das Nervensystem, durch Kreislauf- und Stoffwechselabläufe sowie durch pharmakologische Wirkstoffe. Seine Forschungsergebnisse sind bis heute von grundlegender Bedeutung für die pharmakologische Behandlung von Kreislauf- und Atmungsstörungen. „Für die Entdeckung der Rolle des Sinus- und Aortenmechanismus bei der Atemregulierung“ erhielt er 1938 den Nobelpreis für Physiologie oder Medizin.

## Leben
Corneille Heymans war das älteste von acht Kindern des belgischen Pharmakologieprofessors Jean-François Heymans und dessen deutschstämmiger Frau Marie-Henriette, geb. Henning. Der Vater gründete in Gent das erste belgische Pharmakologische Institut, das 1902 eingeweiht wurde und heute nach ihm Heymans Instituut heißt.
Corneille Heymans besuchte das St. Lievenscollege in Gent, das St. Jozefscollege in Turnhout und das St. Barbaracollege in Gent. Anschließend studierte er ab 1911 Medizin an der Universität Gent. Während seiner Studienzeit war er Mitglied einer Verbindung des Katholiek Vlaams Hoogstudentenverbond. Im Ersten Weltkrieg diente er von 1914 bis 1918 als Freiwilliger zunächst in der Infanterie, dann als Feldartillerieoffizier an der Yser-Front. Heymans promovierte im Jahr 1920 und wirkte in der Folgezeit am Collège de France in Paris unter Eugène Gley, an der Universität Lausanne unter Maurice Arthus, an der Universität Wien unter Hans Horst Meyer, am University College London unter Ernest Starling sowie an der Western Reserve Medical School unter Carl J. Wiggers. Ab 1922 war er als Dozent für Pharmakologie an der Universität Gent tätig und übernahm im Jahr 1930 die Professur für Pharmakologie von seinem Vater. Gleichzeitig wurde er zum Leiter des Fachbereichs Pharmakologie, Pharmakodynamik und Toxikologie sowie zum Direktor vom J. F. Heymans Instituut ernannt.
Schwerpunktmäßig widmete sich Heymans in seiner wissenschaftlichen Tätigkeit der Regulation der Atmung von Säugetieren und arbeitete dabei eng mit seinem Vater zusammen. Die Versuche wurden dabei in erster Linie an Hunden, aber auch an menschlichen Probanden durchgeführt. 1938 wurde Heymans der Nobelpreis für Physiologie oder Medizin verliehen. Aufgrund des Ausbruchs des Zweiten Weltkriegs und der Besetzung Belgiens konnte Heymans nicht persönlich an der Zeremonie in Stockholm teilnehmen. Erst im Januar 1941 wurde ihm der Preis durch den schwedischen Botschafter in einem Hörsaal der Universität Gent überreicht.
Während des Zweiten Weltkriegs wurde Heymans teilweise der Kollaboration mit den deutschen Besatzern verdächtigt. Auf eine formelle Anklage im Jahr 1944 hin wurde er vom belgischen Minister für Unterricht öffentlich gerügt und für mehrere Monate von seiner Lehrtätigkeit entbunden sowie unter Hausarrest gestellt. Gründe hierfür können die deutsche Herkunft seiner Mutter sein, die Tatsache, dass sein Vater in Berlin studiert hatte, sowie Heymans aktives Eintreten für Niederländisch als Unterrichtssprache an der bis dahin französischsprachigen Universität Gent. Zudem arbeitete Heymans im Rahmen seiner Tätigkeit für das Belgian Relief Committee mit den deutschen Behörden zusammen und reiste im Jahr 1941 nach Berlin. Trotz des Drucks, der in Belgien auf ihm lastete, entschied sich Heymans gegen die ihm von Sidney Farber angebotene Professur an der Harvard University. Heymans wurde später offiziell entlastet und von der belgischen Regierung für seine Arbeit für das Belgian Relief Committee ausgezeichnet.
Neben seiner Lehrtätigkeit an der Universität Gent hielt Heymans Gastvorlesungen an zahlreichen Universitäten weltweit. In den USA war er 1934 Herter Lecturer an der New York University, 1937 Lecturer of the Dunham Memorial Foundation an der Harvard University, sowie Hanna Foundation Lecturer an der Case Western Reserve University und Greensfelder Memorial Lecturer an der University of Chicago. Darüber hinaus war er am Trinity College in Dublin 1939 Lecturer of the Purser Memorial Foundation.

## Wirken
Corneille Heymans beschäftigte sich im Rahmen seiner Forschung vor allem mit der Regulation der Atmung von Säugetieren und deren Beeinflussung durch das Nervensystem, durch Kreislauf- und Stoffwechselabläufe sowie durch pharmakologische Wirkstoffe. Insbesondere widmete er sich der Aufklärung der an der Atmungsregulation beteiligten Körperstrukturen und des Einflusses verschiedener physiologischer Parameter.
Gemeinsam mit seinem Vater entdeckte er im Aortenbogen lokalisierte Chemorezeptoren, durch die eine erhöhte Kohlendioxidkonzentration (Hyperkapnie) oder eine reduzierte Sauerstoffkonzentration (Hypoxie) im Blut wahrgenommen und über den Nervus vagus an das Atemzentrum weitergeleitet wird, woraus eine Zunahme der Atmungsaktivität resultiert. Außerdem konnten sie zeigen, dass eine Abnahme des Kohlendioxidgehalts oder eine Erhöhung des Blutdrucks zu einer Hemmung der Atmung führen. Anfang der 1930er Jahre wies Corneille Heymans mit seinen Mitarbeitern das Vorhandensein von Chemorezeptoren im Sinus caroticus zusätzlich zu den dort bereits bekannten Barorezeptoren nach und konnte damit belegen, dass die regulatorische Funktion der Sinusregion neben der Beeinflussung des Kreislaufs auch die Atmungsregulation umfasst. In späteren Arbeiten gelang ihm mit seiner Gruppe die Zuordnung der von ihm beschriebenen Rezeptorfunktionen zu bestimmten Zellen und damit die morphologische Identifizierung der von ihm funktionell entdeckten Rezeptoren.
Die Arbeiten von Corneille Heymans führten zu einer grundlegenden Überarbeitung und Erweiterung des zuvor geltenden Modells der Atmungsphysiologie, das insbesondere von dem Physiologen Hans Winterstein als „Reaktionstheorie der Atmungsregulation“ formuliert worden war. Seine Entdeckungen sind bis in die Gegenwart von grundlegender klinischer Bedeutung in der Anästhesie sowie der Notfall- und Intensivmedizin für die pharmakologische Behandlung von Kreislauf- und Atmungsstörungen.

## Auszeichnungen
Heymans war Präsident der International Union of Physiological Sciences und des International Council of Pharmacologists. Zudem gehörte er als Mitglied bzw. Ehrenmitglied der Päpstlichen Akademie der Wissenschaften, der britischen Royal Society of Arts, der Académie des sciences, der Académie de Médecine, der Heidelberger Akademie der Wissenschaften, der American Philosophical Society, Königlich Niederländischen Akademie der Wissenschaften und der New York Academy of Sciences an.
Ihm wurde die Ehrenprofessorwürde der Universität Montevideo, sowie die Ehrendoktorwürde der Universitäten von Utrecht, Löwen, Montpellier, Turin, Santiago de Chile, Lima, Bogotá, Rio de Janeiro, Algier, Paris, Münster, Bordeaux, Toulouse und der Georgetown University verliehen.
Für seine Verdienste wurde Heymans mehrfach ausgezeichnet, darunter 1938 mit dem Nobelpreis für Physiologie oder Medizin für die Entdeckung der Rolle des Sinus- und Aortenmechanismus bei der Atemregulierung. Von der Deutschen Pharmakologischen Gesellschaft wurde ihm 1962 die Schmiedeberg-Plakette verliehen. Weitere internationale Ehrungen beinhalten den Bourceret Preis der Académie de Médecine in Paris (1930), den Monthyon Preis der Académie des sciences (1934), den Pius XI Preis der Päpstlichen Akademie der Wissenschaften (1938), den Burgi Preis der Universität Bern und den de Cyon Preis (1931) der Universität Bologna. Auch in seinem Heimatland wurden Heymans zahlreiche Auszeichnungen verliehen, darunter der Alvarenga Preis der Königlichen Akademie für Medizin, der Gluge Preis der Königlichen Akademie der Wissenschaften, der Quinquennial Preis (1931–1935) für Medizin der Belgischen Regierung, und der Alumni Preis für Medizin der Belgischen Hochschulstiftung.
Für seine Dienste während des Ersten Weltkriegs wurde Heymans das Belgische Kriegskreuz 1914–1918 und das Feuerkreuz 1914–1918 verliehen. Er war Träger des schwedischen Nordstern-Ordens und Großoffizier des Leopoldsordens, zudem wurde ihm das Komturkreuz des Päpstlichen Silvesterordens und des Ritterordens vom Heiligen Grab zu Jerusalem verliehen.
1970 wurde der Mondkrater Heymans nach ihm benannt.

## Veröffentlichungen
Heymans publizierte im Laufe seiner Forschungstätigkeit ca. 800 Artikel in Fachzeitschriften und mehrere Monografien. Zu seinen wichtigsten Werken gehören:
- Le sinus carotidien et les autres zones vasosensibles réflexogènes: leur rôle en physiologie, en pharmacologie et en pathologie. Löwen, Paris 1929.
- Le sinus carotidien et la zone homologue cario-aortique: physiologie – pharmacologie – pathologie – clinique. Mit Jean-Jacques Bouckaert und P. Regniers, Paris 1933.
- Sensibilité réflexogène des vaisseaux aux excitants chimiques. Mit Jean-Jacques Bouckaert, Paris 1934.
- Le centre respiratoire. Mit Daniel Cordier, Paris 1935.
- Survival and revival of nervous tissues after arrest of circulation. In: Physiological reviews 30 (1950), ISSN 0031-9333, S. 375–392.
- New aspects of blood pressure regulation. Mit G. van den Heuvel. In: Circulation, 4 (1951), ISSN 0009-7322, S. 581–586.
- Pharmakologische Wirkungen auf die Selbststeuerung des Blutdruckes. In: Naunyn-Schmiedebergs Archiv für experimentelle Pathologie und Pharmakologie, 216 (1952), S. 114–140. doi:10.1007/BF00248065
- Action of drugs on carotid sinus and body. In: Pharmacological reviews, 7 (1955), ISSN 0031-6997, S. 119–142.
- Reflexogenic Areas of the Cardiovascular System. Mit Eric Neil. London 1958.
- Vasomotor control and the regulation of blood pressure. Mit B. Folkow. In: Alfred P. Fishman and Dickinson Woodruff Richards (Hrsg.): Circulation of the Blood: Men and Ideas. Oxford University Press, New York 1964.

Daneben war Heymans Herausgeber und Chefredakteur der Fachzeitschrift Archives Internationales de Pharmacodynamie et de Thérapie, die sein Vater in Zusammenarbeit mit Eugène Gley begründet hatte.

## Familie
Heymans war ab 1921 mit der Augenärztin Dr. Berthe May Heymans verheiratet. Aus der Ehe gingen fünf Kinder hervor. Ihr ältester Sohn verstarb 1940 im Alter von achtzehn Jahren an einer Meningitis.